# Hakko
Hakko (in armeno Հակո?, anche chiamato Hako e Akko) è un comune dell'Armenia di 229 abitanti (2001) della provincia di Aragatsotn.